# Treibsand (2013)
Treibsand ist ein französisches Filmdrama von Sólveig Anspach aus dem Jahr 2013.

## Handlung
Lucie, genannt Lulu, ist Mutter dreier Kinder und in einer unglücklichen Ehe mit dem gewalttätigen, dominanten Serge. Sie fährt zu einem Vorstellungsgespräch als Sekretärin in den kleinen Küstenort Saint-Gilles-Croix-de-Vie, wo sie jedoch abgelehnt wird. Ihr Mann macht ihr am Telefon klar, dass er nichts anderes erwartet hat. Sie verpasst absichtlich den Zug nach Hause in die Nähe von Angers und nimmt sich ein Hotelzimmer für eine Nacht. Auch am nächsten Tag kehrt sie nicht nach Hause zurück, da sie im Hotel ihren Ehering vergessen hat. Sie entscheidet sich für eine mehrtägige Auszeit, was sie ihrer besorgten Schwester mitteilt. Kurz darauf entdeckt sie, dass ihr Mann ihr die Kreditkarte gesperrt hat – vorgeblich, weil sie gestohlen worden ist.
Am Strand trifft Lulu auf Charles, vor dem sie vorgibt, Single zu sein und aus Spaß gelegentlich durch das Land zu reisen. Er erkennt bald, dass sie kein Geld mehr hat, und lädt sie zu sich nach Hause ein. Sein Heim befindet sich auf einem Campingplatz, den er mit seinen beiden Brüdern verwaltet. Nachdem sie eine Nacht bei ihm untergekommen ist, bringt er sie in einem eigenen Campingwagen unter. Beide kommen sich näher und schlafen schließlich miteinander. Lulus Schwester Cécile ahnt, dass sie einen Freund hat, und kommt zum Campingplatz. Charles’ Brüder fangen sie ab, da sie froh sind, ihren Bruder glücklich und verliebt zu sehen. Sie berichtet beiden, dass Lulu einen Mann und drei Kinder hat, die sie brauchen. Die Brüder wiederum berichten Cécile, dass Charles vier Monate im Gefängnis gesessen hat und erst seit drei Wochen wieder in Freiheit lebt. Am Folgetag erscheint Lulus Tochter Morgane im Ort und beobachtet mit Cécile Lulu am Strand mit Charles. Beide geben sich nicht zu erkennen, doch findet Lulu sie schlafend in einem Wohnwagen vor. Hals über Kopf flieht sie per Anhalter aus dem Ort.
Lulu landet in einer ihr unbekannten Gegend. Sie übernachtet in einem Einkaufscenter und versucht am nächsten Morgen, der alten Marthe die Handtasche zu stehlen. Nach kurzer Zeit bringt sie ihr die Tasche zurück und begleitet sie nach Hause. Die beiden Frauen freunden sich an und Marthe bittet Lulu um einen Gefallen: Sie soll für sie ihre frühere enge Freundin Yvette aufsuchen, mit der sie sich im hohen Alter aussöhnen will. Lulu findet heraus, dass Yvette bereits vor drei Jahren verstorben ist, gibt vor Marthe jedoch vor, Yvette getroffen zu haben und dass diese Marthe verziehen hat. Marthe ist glücklich. In einem Café sieht Lulu die junge Serviererin Virginie, die von ihrer Chefin drangsaliert wird. Sie gewinnt Virginies Vertrauen und hilft ihr auch mit Marthes Hilfe, die Kraft zu finden, die Arbeit im Café aufzugeben und sich ihren Lebenstraum, nach Paris zu gehen, zu erfüllen.
Lulu entscheidet sich, nach Hause zurückzukehren. Kurz vor der Abreise findet Marthe heraus, dass Yvette ihr nicht mehr verzeihen konnte, und ist wütend und enttäuscht von Lulu. Als diese per Anhalter nach Angers zurückfahren will, sammelt Marthe sie in ihrem Wagen auf. Sie hat sich entschlossen, mit Lulu zu gehen, um eines Tages nicht allein zu sterben, wie es Yvette geschehen ist. Bei der Ankunft zuhause ist nur Morgane da. Cécile bietet telefonisch an, zu Lulu zu kommen, bevor Serge eintrifft, doch lehnt Lulu ab. Als Serge abends erscheint, ist er wütend. Er schlägt Lulu, die reglos zusammenbricht. Ihr Anblick sorgt dafür, dass Marthe einen Infarkt erleidet. Lulu überlebt und wirft Serge raus, während Marthe stirbt. Sie wird kurz darauf beigesetzt, wobei Morgane alle Klassenkameraden dazu gebracht hat, bei der Beerdigung dabei zu sein. Wenig später erscheint Charles, dem Lulu eine Postkarte geschrieben hat, im Ort. Er weiß zwar von Lulus Familie, liebt sie aber trotzdem zu sehr, um sie aufzugeben. Im Garten des Hauses trifft er auf Morgane. Lulu ist kurz weggegangen, wird jedoch bald wiederkommen. Morgane erlaubt ihm, auf sie zu warten.

## Produktion

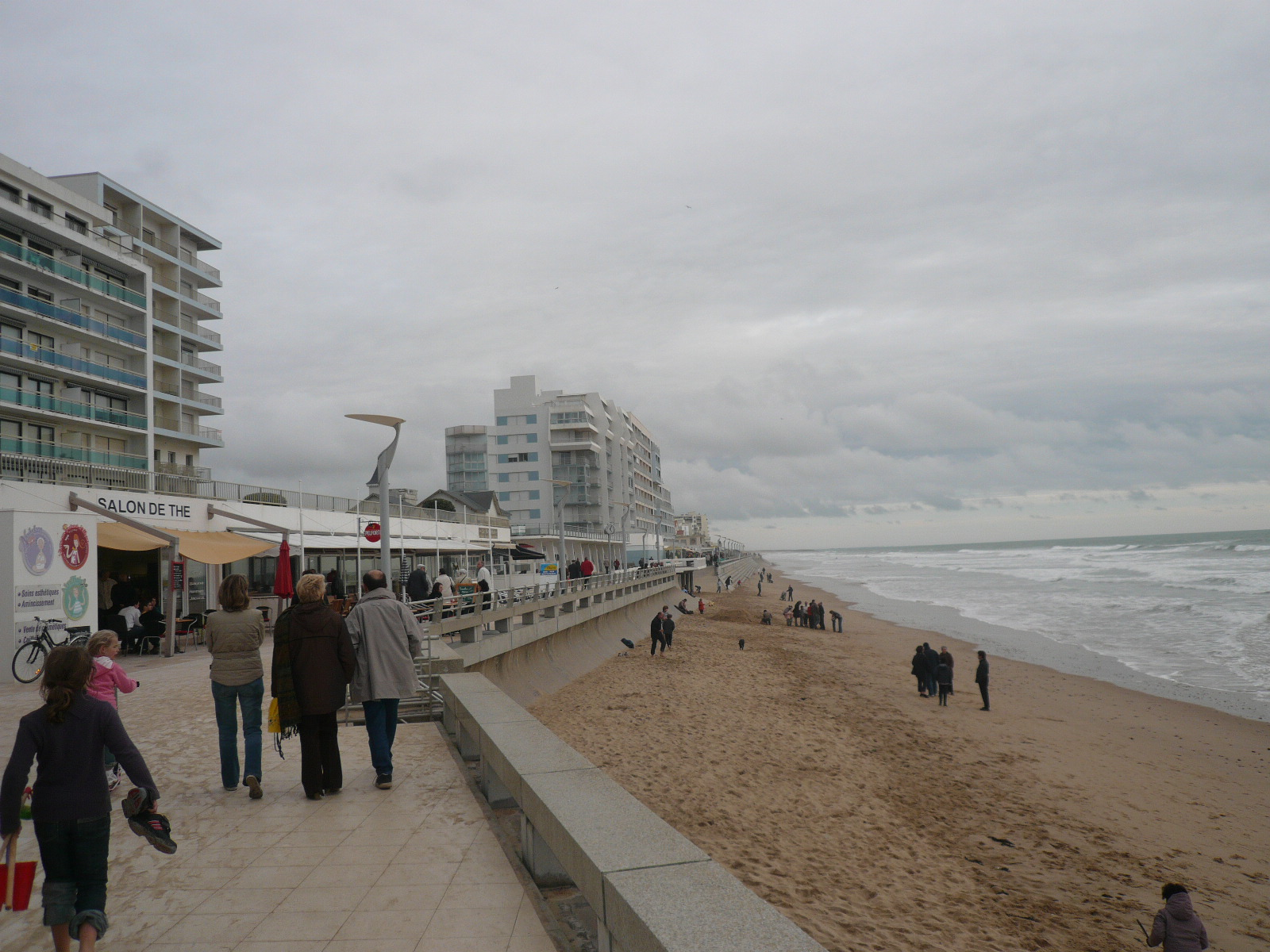
Saint-Gilles-Croix-de-Vie, ein Drehort des Films

Treibsand beruht auf den beiden Graphic Novels Lule femme nue von Étienne Davodeau aus dem Jahr 2008 und 2010; Davodeau hat im Film einen Cameo-Auftritt als Cafégast. Es war der fünfte Spielfilm, den Sólveig Anspach als Regisseurin umsetzte. Wie bereits in ihrem Filmdebüt Haut les cœurs! besetzte sie Karin Viard in der Hauptrolle. Viard und Bouli Lanners hatten zuvor in Nichts zu verzollen von Dany Boon gemeinsam vor der Kamera gestanden.
Die Arbeit am Drehbuch begann im November 2010, die Dreharbeiten starteten am 15. Oktober 2012 in Saint-Gilles-Croix-de-Vie. Drehborte waren unter anderem der Bahnhof, das Café de la Marie und der Strand. Der Film wurde zudem in La Roche-sur-Yon (Vergnügungspark), Les Sables-d’Olonne (Marthes Haus), Notre-Dame-de-Riez (Campingplatz) und Saint-Hilaire-de-Riez (Hotel, in dem Lulu übernachtet) gedreht. Die Dreharbeiten waren Ende November 2012 abgeschlossen. Die Kostüme schuf Marie le Garrec, die Filmbauten stammen von Stéphane Levy.
Treibsand lief unter anderem am 31. Juli 2013 auf dem französischen Festival du Film de Lama, am 28. September 2013 auf dem belgischen Festival du Film Francophone de Namur sowie am 3. Oktober 2013 auf den Französischen Filmtagen Tübingen-Stuttgart. Am 22. Januar 2014 kam der Film in die französischen Kinos. ARTE zeigte Treibsand am 1. Juni 2016 erstmals im deutschen Fernsehen.

## Synchronisation
Die deutschsprachige Synchronisation entstand bei der Interopa Film nach einem Dialogbuch von Antonia Ganz, die auch die Dialogregie übernahm.
| Rolle    | Darsteller      | Synchronsprecher  |
| -------- | --------------- | ----------------- |
| Lulu     | Karin Viard     | Katrin Zimmermann |
| Charles  | Bouli Lanners   | Olaf Reichmann    |
| Marthe   | Claude Gensac   | Hannelore Minkus  |
| Morgane  | Solène Rigot    | Lina Rabea Mohr   |
| Cecile   | Marie Payen     | Ute Noack         |
| Chefin   | Corinne Masiero | Andrea Aust       |
| Virginie | Nina Meurisse   | Maximiliane Häcke |

## Auszeichnungen
Auf dem Hong Kong International Film Festival war der Film 2014 für einen SIGNIS Award nominiert. Treibsand erhielt 2015 César-Nominierungen in den Kategorien Beste Nebendarstellerin (Claude Gensac) und Bestes adaptiertes Drehbuch. Karin Viard gewann einen Prix Lumières als Beste Darstellerin, während Bouli Lanners mit einem Magritte als Bester Hauptdarsteller ausgezeichnet wurde.